# Рыкачёв, Юрий Борисович
Ю́рий Бори́сович Рыкачёв (16 декабря 1909 года — 10 июня 1991 года) — советский военный лётчик истребительной авиации и военачальник, участник Великой Отечественной войны. Герой Советского Союза (10.02.1942). Генерал-лейтенант авиации (5.08.1958). Кандидат военных наук.

## Молодость и довоенная служба
Родился в городе Тифлисе (ныне Тбилиси, Грузия) в семье рабочего. Русский. В 1923 году окончил школу 1-й ступени в городе Баку, там же учился в кооперативном техникуме, одновременно работая чернорабочим в больнице имени Азазбека в Баку, а затем механиком на механическом заводе Бакинского порта.
В Красной Армии с октября 1928 года. По комсомольской путёвке был направлен в авиашколу и зачислен на отделение авиатехников. В 1930 году окончил Объединённую военную школу лётчиков и авиатехников в Вольске. С июня 1930 года служил младшим авиатехником 24-й разведывательной авиационной эскадрильи ВВС Украинского военного округа (Харьков), с июля 1931 по январь 1933 — авиатехником и младшим инженером по эксплуатации 71-го авиационного отряда особого назначения. В 1931 году вступил в ВКП(б).
В 1933 году окончил курсы младших инженеров при 1-й военной школе авиатехников имени К. Е. Ворошилова в Ленинграде, по окончании которых оставлен в этой школе и служил там младшим инженером и младшим инженером — руководителем курса усовершенствования техсостава. В декабре 1934 года направлен на учёбу в 2-ю Краснознамённую школу командиров звеньев ВВС РККА (Борисоглебск), которую окончил в 1936 году. С декабря 1936 года — командир звена в 55-й авиационной бригаде ВВС Северо-Кавказского военного округа, с апреля 1938 — командир звена 1-й легкобомбардировочной эскадрилье в этом же округе (Новочеркасск), с октября 1938 — комиссар 6-й истребительной эскадрильи 1-го тяжёлого бомбардировочного авиационного полка 3-й авиационной армии особого назначения, базировавшейся в Ростове-на-Дону. Эскадрильей в то время командовал капитан Лев Шестаков. 
На базе эскадрильи в октябре 1939 года был сформирован 69-й истребительный авиационный полк, вскоре включенный в ВВС Одесского военного округа, тогда же в полк был зачислен и Ю. Рыкачёв, назначенный помощником командира эскадрильи. В 1941 году, перед самой войной, Рыкачёв заочно окончил командный факультет Военной академии командного и штурманского состава ВВС Красной Армии и по возвращении в 69 иап был назначен командиром эскадрильи. Под его командованием начали службу многие будущие Герои Советского Союза, среди них — дважды Герой Алексей Алелюхин, Герои Михаил Твеленев, Иван Королёв. Позднее Рыкачёв писал:

Началась война с белофиннами. Из нашего полка взяли половину лучших лётчиков и отправили в Крым для переподготовки на модернизированных И-16 с мотором М-63. Меня не взяли, несмотря на мои горячие просьбы. Очень хотелось повоевать. Я завидовал Шестакову, Капустину, Матвееву, Полозу и другим лётчикам, которые воевали в Испании и на Халхин-Голе. С жадностью слушал их рассказы…

## Великая Отечественная война
С первых дней Великой Отечественной войны старший политрук Ю. Б. Рыкачёв участвовал в боях в составе своего полка под Одессой. Вылетал на боевые задания по сопровождению штурмовиков, летающих лодок, на штурмовку вражеских колонн. Особенно прославился в дни героической обороны Одессы.
О своей первой воздушной победе в районе Одессы Рыкачёв вспоминал:

Как-то вылетели на штурмовку немецких танков, переправившихся через Днестр у Дубоссар. <…> Вечерело. Не доходя излучины, на высоте 700—800 метров видим внизу много тёмных коробок — танки. Они обстреливали нас.
Шестаков стал разворачиваться, чтобы перейти в пикирование на танки. Я уже приметил на земле цель и, горя желанием выполнить во что бы то ни стало боевое задание, продолжал пикировать на выбранный танк. Вот бронированная машина в перекрестии прицела. С каждой секундой она увеличивалась в размерах. Наконец нажал на гашетку. Ударил из всех четырёх пулеметов. Трассы пуль отметили прямое попадание в цель.

Когда вышел из атаки, то обнаружил, что я — один. Выше меня наши И-16 схватились с «мессерами». Подобрался выше к своим. Вдруг вижу, как один из «мессеров», перейдя в пикирование, стремительно понёсся к группе И-16. Уже был заметен тёмный дымный след его трассы, а затем и сам фашистский лётчик, самолёт которого оказался вблизи меня. Я стал выбирать момент для удара. Когда же открыл огонь, «мессер» начал быстро уходить: скорость у него больше, чем у моего самолёта. Вроде бы попал в цель, но враг казался невредимым. Но вот, вижу, задымился слегка «мессершмитт» и стал заваливаться на крыло. А затем стремительно понёсся к земле. Взрыв, дым, огонь. Первая воздушная победа.
16 августа был назначен заместителем командира полка. В небе Одессы к сентябрю 1941 года совершил 104 боевых вылета на истребителе И-16, в том числе 59 на штурмовку. В 16 воздушных боях лично сбил 3 самолёта и 11 (по данным наградного листа, согласно другим источникам — 5) в групповых боях. 30 сентября был Рыкачёв представлен к званию Героя Советского Союза.
Указом Президиума Верховного Совета СССР от 10 февраля 1942 года за образцовое выполнение заданий командования на фронте борьбы с немецко-фашистскими захватчиками и проявленные при этом отвагу и геройство  капитану Рыкачёву Юрию Борисовичу присвоено звание Героя Советского Союза с вручением ордена Ленина и медали «Золотая Звезда» (№ 982).
После эвакуации из Одессы на переформирование на базе 69-го истребительного авиаполка был сформирован ещё один полк: 69-й "А" истребительный авиационный полк, командиром которого в октябре 1941 года назначен Рыкачёв. 8 марта 1942 года полк был переименован в 790-й истребительный авиационный полк, передан в состав ВВС Закавказского фронта. Полк выполнял задачи по защите с воздуха Потийской военно-морской базы, стратегически важной железной дороги Астрахань — Кизляр. Участник битвы за Кавказ, в которой полк сражался при обороне Грозного и Орджоникидзе. За период действий на Северном Кавказе до 1 января 1943 года лётчики 790-го иап выполнили 927 боевых вылетов, провели 72 воздушных боя, сбили 57 и повредили 13 самолётов противника; собственные потери — 12 лётчиков, 21 самолёт.
В январе 1943 года подполковник Рыкачёв был назначен заместителем командира 216-й смешанной авиационной дивизии (4-я воздушная армия, Северо-Кавказский фронт). За отличия в наступательном этапе битвы за Кавказ и особенно в ходе воздушных сражений на Кубани весной 1943 года дивизия получила гвардейское звание и была преобразована в 9-ю гвардейскую истребительную авиационную дивизию. В небе над Кубанью полковник Рыкачев не только умело организовал бои с вражеской авиацией, но и лично сбил истребитель Ме-109.
С февраля 1944 года и до конца войны, уже в звании полковника, он командовал 5-й гвардейской Краснознамённой истребительной Валдайской авиационной дивизией 11-го истребительного авиационного корпуса. В июне 1944 года после завершения переформирования дивизия воевала в составе 3-й воздушной армии на 1-м Прибалтийском и 3-м Белорусском фронтах. Участвовал в Белорусской, Прибалтийской, Восточно-Прусской наступательных операциях, в том числе и в штурме Кёнигсберга. В 1943—1945 годах летал на истребителях ЛаГГ-3, «Аэрокобра». Уже будучи командиром дивизии, выполнил 52 боевых вылета и сбил ещё 1 немецкий истребитель в октябре 1944 года под Мемелем. Дивизия под его командованием с июля 1944 по начало апреля 1945 года выполнила свыше 12 000 боевых вылетов, сбила 372 самолёта противника и ещё 28 сожгла на его аэродромах при своих потерях в 82 самолёта (37 лётчиков).
По данным на май 1945 года Рыкачёв совершил более 600 боевых вылетов (по другим данным — более 280). В воздушных боях сбил 19 самолётов (5 личных и 12 групповых побед лётчика), ещё 14 уничтожил на земле.

## Послевоенная служба
После окончания войны продолжил службу в ВВС СССР, до января 1948 года командовал той же дивизией, выведенной в Прибалтийский военный округ. В 1949 году окончил Высшую военную академию имени К. Е. Ворошилова. С декабря 1949 года командовал 83-м смешанным авиационным корпусом 54-й воздушной армии в Приморском военном округе. С января по сентябрь 1951 и с сентября 1952 по февраль 1956 годов — командир 55-го истребительного авиационного корпуса на Дальнем Востоке, а с сентября 1951 по сентябрь 1952 года служил командующим войсками Порт-Артурского приграничного района воздушной обороны — заместителем командующего 54-й воздушной армии. С февраля 1955 года командовал 54-й воздушной армией Дальневосточного военного округа, но в июле 1956 года был отстранён от должности. 
С августа 1958 года — заместитель командующего по ПВО 30-й воздушной армии в Прибалтийском военном округе. С марта 1957 года был первым заместителем командующего, а с мая 1958 года — командующим 26-й воздушной армией в Белорусском военном округе. С января 1964 по июль 1965 года проходил службу в 10-м Главном управлении Генерального штаба Вооружённых сил СССР, затем находился в распоряжении Главнокомандующего ВВС СССР. В октябре-ноябре 1965 года — временно исполняющий должность заместителя командующего 26-й воздушной армией. С ноября 1965 года — консультант Военно-воздушной академии.
В 1968 году защитил диссертацию, стал кандидатом военных наук.
В декабре 1969 года генерал-лейтенант авиации Ю. Б. Рыкачёв уволен в запас. Жил в Москве.
Умер Юрий Борисович 10 июня 1991 года. Похоронен в Москве на Троекуровском кладбище (участок 2).

## Награды
- Герой Советского Союза (указ Президиума Верховного Совета СССР от 10 февраля 1942 года, медаль «Золотая Звезда» № 982);
- три ордена Ленина (5.11.1941[7], 10.02.1942, 3.11.1953);
- три ордена Красного Знамени (13.05.1944[8], 20.04.1945[8], 20.06.1949);
- орден Кутузова II степени (22.07.1944);
- два ордена Отечественной войны I степени (17.02.1943[8], 11.03.1985);
- орден Красной Звезды (3.11.1944);
- ряд медалей СССР:
- серебряная юбилейная медаль ВВС Объединенной Арабской республики[9].